# NGC 2324
NGC 2324 is een open sterrenhoop in het sterrenbeeld Eenhoorn. Het hemelobject werd op 27 december 1786 ontdekt door de Duits-Britse astronoom William Herschel.

## Synoniemen
- OCL 542